# Simon Kernick
Simon Kernick (* 25. Januar 1966 in Slough, England) ist ein britischer Krimi-Autor.

## Leben
Mitte der 1980er-Jahre machte er sein Abitur und arbeitete dann im Straßenbau, als Barmann, als Erntehelfer und Lagerarbeiter. Mehrere Jahre verbrachte er mit Reisen durch Kanada, Australien und durch die Vereinigten Staaten von Amerika. Nach seiner Rückkehr nach England machte er 1991 seinen Abschluss in Geisteswissenschaften an der University of Brighton. Um der anschließenden Arbeitslosigkeit zu entfliehen, nahm er einen Job als Computer-Software-Verkäufer an. Nebenbei schrieb er zwei Romane, die aber stets auf Ablehnung stießen.
Erst 2002 druckte ein Verlag den Roman The Business Of Dying (dt. Tage des Zorns) und bereitete Kernick damit den Beginn seiner Bestseller-Autoren-Laufbahn. Seit 2002 erscheint jährlich ein Roman aus seiner Feder. Besonderen Wert legt Kernick auf den Hinweis, dass er bei echten Polizisten einer Spezialeinheit recherchiert, diese jedoch keine der negativen Eigenschaften seiner Roman-Helden haben.
Die deutschen Übersetzungen veröffentlicht der Heyne-Verlag, der auch sichtlich Interesse hat, das Original-Design der Cover zu übernehmen.
Simon Kernick lebt und arbeitet in der Nähe von London. Er ist verheiratet und hat zwei Kinder.

## Werke

### Dennis-Milne-Reihe
- 2002: The Business of Dying (dt. Tage des Zorns, Goldman Verlag 2003 ISBN 978-3-442-45336-8 bzw. Vergebt mir!, Heyne Verlag 2011 ISBN 978-3-453-43495-0)
- 2005: A Good Day to Die (dt. Fürchtet mich, Heyne Verlag 2011 ISBN 978-3-453-43493-6)
- 2011: The Payback  (dt. Erlöst mich, Heyne Verlag 2012 ISBN 978-3-453-43662-6)

### Tina-Boyd-Reihe
- 2004: The Crime Trade
- 2006: Relentless (dt. Gnadenlos, Heyne Verlag 2008 ISBN 978-3-453-43360-1)
- 2008: Deadline (dt. Deadline – Die Zeit läuft ab, Heyne Verlag 2009 ISBN 978-3-453-43383-0)
- 2009: Target (dt. Verdächtig, Heyne Verlag 2010 ISBN 978-3-453-43494-3)
- 2010: The Last 10 Seconds (dt. Instinkt, Heyne Verlag 2011 ISBN 978-3-453-43544-5)
- 2013: Ultimatum  (dt. Bedrohung, Heyne Verlag 2014 ISBN 978-3-453-43761-6)
- 2015: The Final Minute (dt. Das Erwachen, Heyne Verlag 2015 ISBN 978-3-453-43840-8)

### Scope-Reihe
- 2012: Siege  (dt. Das Ultimatum, Heyne Verlag 2012 ISBN 978-3-453-43707-4)
- 2014: Stay Alive (dt. Treibjagd, Heyne Verlag 2014 ISBN 978-3-453-41788-5)

### Bone-Field / DI-Ray-Mason-Reihe
- 2016: The Witness (dt. Nachtkiller, Heyne Verlag 2017 ISBN 978-3-641-20576-8)
- 2017: The Bone Field (dt. Begraben, Heyne Verlag 2019 ISBN 978-3-641-21949-9)
- 2018: The Hanged Man
- 2019: Die Alone

### Alleinstehende Werke (Auswahl)
- 2003: The Murder Exchange
- 2007: Severed (dt. Todesangst, Heyne Verlag 2010 ISBN 978-3-453-43382-3)
- 2020: Kill A Stranger
- 2021: Good Cop Bad Cop